# Ямамото, Сакон
Са́кон Ямамо́то (яп. 山本 左近 Ямамото Сакон); род. 9 июля 1982, Тоёхаси, префектура Айти) — японский автогонщик, выступавший в Формуле-1 в 2006, 2007 и 2010 годах.

## Перед Формулой-1
Ямамото начал свою карьеру в 1994 в гоночной школе Судзука (Картинг) и продвигался вперёд по карьерной лестнице, стал третьим пилотом команды Формулы-1 Jordan в Гран-при Японии сезона 2005 Формула-1.

## Формула-1

### 2006: Super Aguri

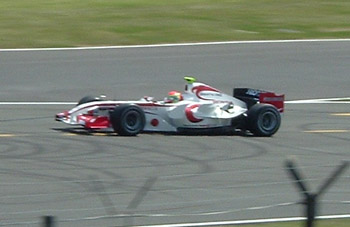
Ямамото управляет болидом Super Aguri на свободной практике Гран-при Великобритании 2006 года.

8 июня 2006 года Сакон Ямамото присоединился к команде Super Aguri в качестве тест-пилота и третьего гонщика, помогая Такуме Сато и Франку Монтаньи на пятничных сессиях свободных заездов. Ямамото заменил Монтаньи за рулём второго болида на Гран-при Германии в Хоккенхайме. Из-за механических проблем и заглохшего двигателя, он проехал всего один круг за две гонки. Также он повредил одно из новых шасси команды SA06 во время свободной практики на Гран-при Германии. Его развернуло на двадцатом круге третьей гонки в Турции.
На Гран-при Италии Ямамото страдал от проблемы, преследовавшей большинство пилотов в квалификации, — расслаивания шин и попал в аварию, из-за этого он стартовал с последнего места на стартовой решётке. Позже в квалификации, Фернандо Алонсо проколол шину на осколках болида от этой аварии, которое привело к штрафу за блокировку Фелипе Массы и отбросило его с пятого на десятое место на стартовой решётке. Во время гонки Ямамото столкнулся с гидравлическими проблемами и стартовал с пит-лейн, в конечном счёте он сошёл, когда гонку продолжать было невозможно.
На Гран-при Китая Сакон впервые в карьере финишировал, хотя и в четырёх кругах от лидера на шестнадцатом месте. После гонки с японцем произошёл курьезный инцидент. Партнёр Сакона, другой японец Такума Сато стал виновником аварии, которая отбросила Ника Хайдфельда с четвёртого на седьмое место. После гонки Ник отправился в боксы Super Aguri выяснять отношения с Сато. Встретив Ямамото, который внешне похож на Сато и одет в такую же форму, Хайдфельд принял его за обидчика и начал высказывать свои обвинения, а Сакон, плохо владеющий английским, не мог понять, что от него хотят. За это недоразумение Хайдфельд позже извинился перед Саконом.
Ямамото завершил сезон решительно и три раза подряд финишировал, улучшив свою форму после схода в четырёх первых Гран-при. Также он установил седьмой по скорости быстрый круг и второе быстрейшее время на втором секторе на Гран-при Бразилии 2006 года. Однако этого было недостаточно и его место досталось Энтони Дэвидсону на сезон 2007 года. Впрочем, он стал тест-пилотом Super Aguri. Он совмещал это с выступлением в сезоне 2007 GP2 за команду BCN Competicion.

### 2007: Spyker F1

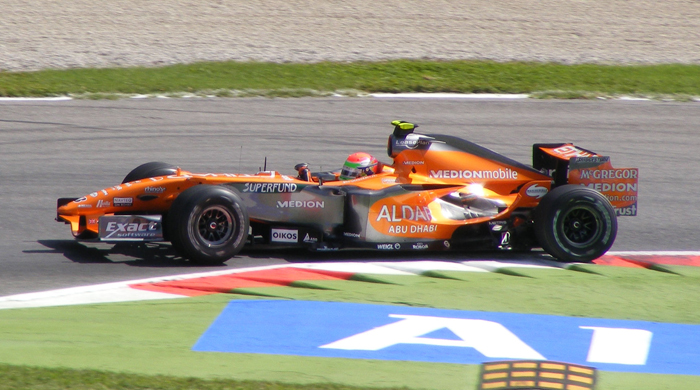
Ямамото управляет болидом Spyker F8-VIIB на Гран-при Италии 2007 года.

С увольнением Кристиана Алберса из команды Spyker F1 после Гран-при Великобритании 2007 года освободилось его место на стартовой решётке. 26 июля 2007 года, "после того как Маркус Винкельхок принял участие в Гран-при Европы 2007 года, в Spyker подтвердили о подписании Ямамото из Super Aguri на оставшуюся часть сезона 2007 Формулы-1. Во время своего первого Гран-при за Spyker в Венгрии, он сошёл на четвёртом круге из-за аварии. После этого он во всех гонках финишировал на последней позиции, исключая Гран-при Японии, где он финишировал впереди Ярно Трулли, и Гран-при Бразилии, где в него врезался Джанкарло Физикелла на первых кругах гонки. После сезона-2007 команда была продана индийскому предпринимателю Виджею Малье и в 2008 году получила название Force India. В новой команде продолжил выступления напарник Ямамото по Spyker Адриан Сутиль. Сам же Ямамото подписан не был, его заменил Джанкарло Физикелла.

### Renault F1
4 февраля 2007 года было объявлено что Сакон стал одним из тест-пилотов ING Renault F1. Но согласно пресс-релизу, он будет участвовать лишь только в уличных шоу, а не в тестах на трассах, в отличие от Лукаса Ди Грасси и Ромена Грожана, которые были объявлены на презентации Renault R28. Sanho Human Service спонсировала Spyker F1 когда Ямамото был объявлен пилотом, а когда была презентация R28, Sanho Human Service стала спонсором Renault[что?]. Sanho является личным спонсором Сакона[когда?].

### Возвращение в GP2
Ямамото вернулся в серию GP2 во второй половине сезона 2008 за команду ART Grand Prix, которая Саконом заменила показывавшего не самые достойные результаты Луку Филиппи. Финиш на четвёртом месте в спринте на Хунгароринге, стал для него первым финишем в очках в гоночных сериях за пределами Японии.
Ямамото сохранил своё место в ART в сезоне 2008—2009 GP2 Asia, где он надеялся повторить успех Ромена Грожана, который выиграл дебютный сезон чемпионата с этой командой. Однако, он оказался в тени напарников Нико Хюлькенберга и Пастора Мальдонадо, но смог обеспечить себе девятое место по итогом сезона, с подиумом в первой гонке в Шанхае.

### Hispania Racing F1 Team (HRT)
Накануне Гран-при Китая 2010 года Сакон Ямамото подписал контракт третьего пилота с испанской командой Hispania Racing F1 Team, которая дебютировала в Ф-1 в сезоне 2010 года и использовала практически неконкурентоспособный болид HRT F110 разработки итальянской компании Dallara. Из-за тяжёлого финансового положения команда не смогла подписать ни одного опытного гонщика (Бруно Сенна и Карун Чандхок — дебютанты Ф-1), который мог бы помочь с доводкой болида. Поэтому руководитель команды Колин Коллес заявил о намерении пригласить опытного пилота в качестве третьего пилота на пятничных тренировках. В прессе назывались имена тест-пилота Скудерии Ferrari Джанкарло Физикеллы, экс-пилота Jaguar и Red Bull Кристиана Клина, экс-пилота Williams Кадзуки Накадзимы и чемпиона мира 1997 года Жака Вильнёва. (Последние двое были очень близки к возвращению в Чемпионат мира в 2010 году, однако сербская команда Stefan Grand Prix, которую они должны были представлять, в итоге не дебютировала). В итоге выбор Коллеса пал на рента-драйвера Ямамото, который имеет гораздо меньше опыта, и способен принести команде большие спонсорские деньги.

### Marussia Virgin Racing
С начала сезона 2011 года Сакон являлся резервным пилотом команды Marussia Virgin Racing.

## Результаты выступлений

### Общая статистика
| Сезон      | Серия                 | Команда                 | Гонки      | Победы     | Поулы      | Б/Круги    | Подиумы    | Очки       | Место      |
| ---------- | --------------------- | ----------------------- | ---------- | ---------- | ---------- | ---------- | ---------- | ---------- | ---------- |
| 2001       | Всеяпонская Формула-3 | TOM’S                   | 18         | 0          | 0          | 0          | 5          | 117        | 4          |
| 2001       | Британская Формула-3  | Team Avanti             | 4          | 0          | 0          | 0          | 0          | 0          | 25         |
| 2002       | Немецкая Формула-3    | GM Motorsport           | 11         | 0          | 0          | 0          | 0          | 0          | 20         |
| 2002       | Немецкая Формула-3    | Team Kolles Racing      | 6          | 0          | 0          | 0          | 0          | 0          | 20         |
| 2003       | Евросерия Формулы-3   | Superfund TME           | 20         | 0          | 0          | 0          | 0          | 0          | 27         |
| 2004       | Всеяпонская Формула-3 | TOM’S                   | 20         | 1          | 0          | 4          | 4          | 131        | 7          |
| 2005       | Super GT — GT500      | TOM’S                   | 8          | 1          | 0          | 0          | 1          | 43         | 7          |
| 2005       | Формула-Ниппон        | Kondo Racing            | 9          | 0          | 0          | 0          | 1          | 9          | 10         |
| 2005       | Формула-1             | Jordan Grand Prix       | Тест-пилот | Тест-пилот | Тест-пилот | Тест-пилот | Тест-пилот | Тест-пилот | Тест-пилот |
| 2006       | Super GT — GT500      | Nismo                   | 3          | 0          | 0          | 0          | 1          | 15         | 21         |
| 2006       | Формула-Ниппон        | Kondo Racing            | 3          | 0          | 0          | 0          | 0          | 3.5        | 11         |
| 2006       | Формула-1             | Super Aguri F1          | 7          | 0          | 0          | 0          | 0          | 0          | 26         |
| 2007       | GP2                   | BCN Competición         | 11         | 0          | 0          | 0          | 0          | 0          | 30         |
| 2007       | Формула-1             | Spyker F1               | 7          | 0          | 0          | 0          | 0          | 0          | 24         |
| 2008       | GP2                   | ART Grand Prix          | 10         | 0          | 0          | 0          | 0          | 3          | 23         |
| 2008       | Формула-1             | ING Renault F1 Team     | Тест-пилот | Тест-пилот | Тест-пилот | Тест-пилот | Тест-пилот | Тест-пилот | Тест-пилот |
| 2008–09    | GP2 Asia              | ART Grand Prix          | 11         | 0          | 0          | 0          | 1          | 13         | 9          |
| 2009       | ADAC GT Masters       | Team Rosberg            | 13         | 0          | 0          | 0          | 0          | 1          | 32         |
| 2010       | Формула-1             | Hispania Racing F1 Team | 7          | 0          | 0          | 0          | 0          | 0          | 26         |
| 2011       | Формула-1             | Marussia Virgin Racing  | Тест-пилот | Тест-пилот | Тест-пилот | Тест-пилот | Тест-пилот | Тест-пилот | Тест-пилот |
| 2014–15    | Формула-Е             | Amlin Aguri             | 2          | 0          | 0          | 0          | 0          | 0          | 35         |
| 2020       | Super Formula Lights  | B-Max Racing            | 3          | 0          | 0          | 0          | 0          | 0          | 16         |
| 2020       | Super Taikyu Series   | Rebellion Team Mars     | 1          | 0          | 1          | 0          | 1          | 77,5‡      | 3‡         |
| Источники: |                       |                         |            |            |            |            |            |            |            |

‡ — В серии не было личного зачёта. Указано место команды в командном зачёте.

### Результаты выступлений в Формуле-1
| Легенда к таблице |                                                                    |
| --- | ------------------------------------------------------------------ |
| В таблице перечислены результаты всех Гран-при Формулы-1, в которых принимал участие гонщик. Строками таблицы являются сезоны, столбцами — этапы чемпионата мира. В каждой клетке указаны сокращённое название этапа и результат, дополнительно обозначенный цветом. Расшифровка обозначений и цветов представлена в нижеследующей таблице. |                                                                    |
| \| Пример \| Описание \| \| ------------ \| ------------------------------------------------------------------ \| \| 1 \| Победитель \| \| 2 \| Второе место \| \| 3 \| Третье место \| \| 5 \| Финишировал, заработав очки \| \| Сход \| Не финишировал, но при этом заработал очки \| \| 12 \| Финишировал, не получив очков \| \| НКЛ \| Финишировал, но не попал в финальную классификацию \| \| 15 \| Участвовал вне зачёта, либо по отдельной классификации \| \| 18 \| Не финишировал, но попал в финальную классификацию \| \| Сход \| Не финишировал \| \| НКВ \| Не прошёл квалификацию \| \| НПКВ \| Не прошёл предквалификацию \| \| ДСК \| Дисквалифицирован \| \| ИСК \| Исключён из протокола соревнований \| \| ТТ \| Заявлен для участия только в тренировках \| \| НС \| Участвовал в квалификации, но не стартовал в гонке \| \| Т \| Травмирован или болен \| \| ОТК \| Отказ от участия \| \| НТР \| Прибыл на соревнования, но на трассу не выезжал \| \| НПР \| Был заявлен в числе участников, но не прибыл к началу соревнований \| \| О \| Соревнования отменены \| \| \| Не участвовал \| \| Поул-позиция \| \| \| Быстрый круг \| \| |                                                                    |
| Пример | Описание                                                           |
| 1 | Победитель                                                         |
| 2 | Второе место                                                       |
| 3 | Третье место                                                       |
| 5 | Финишировал, заработав очки                                        |
| Сход | Не финишировал, но при этом заработал очки                         |
| 12 | Финишировал, не получив очков                                      |
| НКЛ | Финишировал, но не попал в финальную классификацию                 |
| 15 | Участвовал вне зачёта, либо по отдельной классификации             |
| 18 | Не финишировал, но попал в финальную классификацию                 |
| Сход | Не финишировал                                                     |
| НКВ | Не прошёл квалификацию                                             |
| НПКВ | Не прошёл предквалификацию                                         |
| ДСК | Дисквалифицирован                                                  |
| ИСК | Исключён из протокола соревнований                                 |
| ТТ | Заявлен для участия только в тренировках                           |
| НС | Участвовал в квалификации, но не стартовал в гонке                 |
| Т | Травмирован или болен                                              |
| ОТК | Отказ от участия                                                   |
| НТР | Прибыл на соревнования, но на трассу не выезжал                    |
| НПР | Был заявлен в числе участников, но не прибыл к началу соревнований |
| О | Соревнования отменены                                              |
| | Не участвовал                                                      |
| Поул-позиция |                                                                    |
| Быстрый круг |                                                                    |

| Год  | Команда                     | Шасси            | Двигатель              | 1   | 2   | 3   | 4   | 5   | 6   | 7        | 8        | 9        | 10       | 11       | 12       | 13       | 14       | 15       | 16     | 17       | 18       | 19  | ЛЗ | Очки |
| ---- | --------------------------- | ---------------- | ---------------------- | --- | --- | --- | --- | --- | --- | -------- | -------- | -------- | -------- | -------- | -------- | -------- | -------- | -------- | ------ | -------- | -------- | --- | -- | ---- |
| 2005 | Jordan Grand Prix           | Jordan EJ15B     | Toyota RVX-05 3.0 V10  | АВС | МАЛ | БАХ | САН | ИСП | МОН | ЕВР      | КАН      | США      | ФРА      | ВЕЛ      | ГЕР      | ВЕН      | ТУР      | ИТА      | БЕЛ    | БРА      | ЯПО тест | КИТ | —  | 0    |
| 2006 | Super Aguri F1              | Super Aguri SA05 | Honda RA806E 2.4 V8    | БАХ | МАЛ | АВС | САН | ЕВР | ИСП | МОН      | ВЕЛ тест | КАН тест | США тест | ФРА тест |          |          |          |          |        |          |          |     | 26 | 0    |
| 2006 | Super Aguri F1              | Super Aguri SA06 | Honda RA806E 2.4 V8    |     |     |     |     |     |     |          |          |          |          |          | ГЕР Сход | ВЕН Сход | ТУР Сход | ИТА Сход | КИТ 16 | ЯПО 17   | БРА 16   |     | 26 | 0    |
| 2007 | Etihad Aldar Spyker F1 Team | Spyker F8-VII    | Ferrari 056H 2.4 V8    | АВС | МАЛ | БАХ | ИСП | МОН | КАН | США      | ФРА      | ВЕЛ      | ЕВР      | ВЕН Сход | ТУР 20   |          |          |          |        |          |          |     | 24 | 0    |
| 2007 | Etihad Aldar Spyker F1 Team | Spyker F8-VIIB   | Ferrari 056H 2.4 V8    |     |     |     |     |     |     |          |          |          |          |          |          | ИТА 20   | БЕЛ 17   | ЯПО 12   | КИТ 17 | БРА Сход |          |     | 24 | 0    |
| 2010 | Hispania Racing F1 Team     | HRT F110         | Cosworth CA2010 2.4 V8 | БАХ | АВС | МАЛ | КИТ | ИСП | МОН | ТУР тест | КАН      | ЕВР      | ВЕЛ 20   | ГЕР Сход | ВЕН 19   | БЕЛ 20   | ИТА 19   | СИН      | ЯПО 16 | КОР 15   | БРА      | АБУ | 26 | 0    |

### Результаты выступлений в серии GP2
| Легенда к таблице |                                                                    |
| --- | ------------------------------------------------------------------ |
| В таблице перечислены результаты всех Гран-при Формулы-1, в которых принимал участие гонщик. Строками таблицы являются сезоны, столбцами — этапы чемпионата мира. В каждой клетке указаны сокращённое название этапа и результат, дополнительно обозначенный цветом. Расшифровка обозначений и цветов представлена в нижеследующей таблице. |                                                                    |
| \| Пример \| Описание \| \| ------------ \| ------------------------------------------------------------------ \| \| 1 \| Победитель \| \| 2 \| Второе место \| \| 3 \| Третье место \| \| 5 \| Финишировал, заработав очки \| \| Сход \| Не финишировал, но при этом заработал очки \| \| 12 \| Финишировал, не получив очков \| \| НКЛ \| Финишировал, но не попал в финальную классификацию \| \| 15 \| Участвовал вне зачёта, либо по отдельной классификации \| \| 18 \| Не финишировал, но попал в финальную классификацию \| \| Сход \| Не финишировал \| \| НКВ \| Не прошёл квалификацию \| \| НПКВ \| Не прошёл предквалификацию \| \| ДСК \| Дисквалифицирован \| \| ИСК \| Исключён из протокола соревнований \| \| ТТ \| Заявлен для участия только в тренировках \| \| НС \| Участвовал в квалификации, но не стартовал в гонке \| \| Т \| Травмирован или болен \| \| ОТК \| Отказ от участия \| \| НТР \| Прибыл на соревнования, но на трассу не выезжал \| \| НПР \| Был заявлен в числе участников, но не прибыл к началу соревнований \| \| О \| Соревнования отменены \| \| \| Не участвовал \| \| Поул-позиция \| \| \| Быстрый круг \| \| |                                                                    |
| Пример | Описание                                                           |
| 1 | Победитель                                                         |
| 2 | Второе место                                                       |
| 3 | Третье место                                                       |
| 5 | Финишировал, заработав очки                                        |
| Сход | Не финишировал, но при этом заработал очки                         |
| 12 | Финишировал, не получив очков                                      |
| НКЛ | Финишировал, но не попал в финальную классификацию                 |
| 15 | Участвовал вне зачёта, либо по отдельной классификации             |
| 18 | Не финишировал, но попал в финальную классификацию                 |
| Сход | Не финишировал                                                     |
| НКВ | Не прошёл квалификацию                                             |
| НПКВ | Не прошёл предквалификацию                                         |
| ДСК | Дисквалифицирован                                                  |
| ИСК | Исключён из протокола соревнований                                 |
| ТТ | Заявлен для участия только в тренировках                           |
| НС | Участвовал в квалификации, но не стартовал в гонке                 |
| Т | Травмирован или болен                                              |
| ОТК | Отказ от участия                                                   |
| НТР | Прибыл на соревнования, но на трассу не выезжал                    |
| НПР | Был заявлен в числе участников, но не прибыл к началу соревнований |
| О | Соревнования отменены                                              |
| | Не участвовал                                                      |
| Поул-позиция |                                                                    |
| Быстрый круг |                                                                    |

| Год  | Команда         | 1        | 2        | 3       | 4        | 5          | 6        | 7        | 8        | 9          | 10       | 11       | 12        | 13       | 14      | 15         | 16         | 17       | 18         | 19         | 20         | 21    | ЛЗ | Очки |
| ---- | --------------- | -------- | -------- | ------- | -------- | ---------- | -------- | -------- | -------- | ---------- | -------- | -------- | --------- | -------- | ------- | ---------- | ---------- | -------- | ---------- | ---------- | ---------- | ----- | -- | ---- |
| 2007 | BCN Competición | БАХ 1 11 | БАХ 2 14 | ИСП 1 9 | ИСП 2 18 | МОН 1 Сход | ФРА 1 11 | ФРА 2 13 | ВЕЛ 1 16 | ВЕЛ 2 Сход | ЕВР 1 13 | ЕВР 2 11 | ВЕН 1     | ВЕН 2    | ТУЦ 1   | ТУЦ 2      | ИТА 1      | ИТА 2    | БЕЛ 1      | БЕЛ 2      | ВАЛ 1      | ВАЛ 2 | 30 | 0    |
| 2008 | ART Grand Prix  | ИСП 1    | ИСП 2    | ТУЦ 1   | ТУЦ 2    | МОН 1      | МОН 2    | ФРА 1    | ФРА 2    | ВЕЛ 1      | ВЕЛ 2    | ГЕР 1 12 | ГЕР 2 НКЛ | ВЕН 1 10 | ВЕН 2 4 | БЕЛ 1 Сход | БЕЛ 2 Сход | БЕЛ 1 18 | БЕЛ 2 Сход | ИТА 1 Сход | ИТА 2 Сход |       | 23 | 3    |

#### Результаты выступлений в GP2 Asia
| Легенда к таблице |                                                                    |
| --- | ------------------------------------------------------------------ |
| В таблице перечислены результаты всех Гран-при Формулы-1, в которых принимал участие гонщик. Строками таблицы являются сезоны, столбцами — этапы чемпионата мира. В каждой клетке указаны сокращённое название этапа и результат, дополнительно обозначенный цветом. Расшифровка обозначений и цветов представлена в нижеследующей таблице. |                                                                    |
| \| Пример \| Описание \| \| ------------ \| ------------------------------------------------------------------ \| \| 1 \| Победитель \| \| 2 \| Второе место \| \| 3 \| Третье место \| \| 5 \| Финишировал, заработав очки \| \| Сход \| Не финишировал, но при этом заработал очки \| \| 12 \| Финишировал, не получив очков \| \| НКЛ \| Финишировал, но не попал в финальную классификацию \| \| 15 \| Участвовал вне зачёта, либо по отдельной классификации \| \| 18 \| Не финишировал, но попал в финальную классификацию \| \| Сход \| Не финишировал \| \| НКВ \| Не прошёл квалификацию \| \| НПКВ \| Не прошёл предквалификацию \| \| ДСК \| Дисквалифицирован \| \| ИСК \| Исключён из протокола соревнований \| \| ТТ \| Заявлен для участия только в тренировках \| \| НС \| Участвовал в квалификации, но не стартовал в гонке \| \| Т \| Травмирован или болен \| \| ОТК \| Отказ от участия \| \| НТР \| Прибыл на соревнования, но на трассу не выезжал \| \| НПР \| Был заявлен в числе участников, но не прибыл к началу соревнований \| \| О \| Соревнования отменены \| \| \| Не участвовал \| \| Поул-позиция \| \| \| Быстрый круг \| \| |                                                                    |
| Пример | Описание                                                           |
| 1 | Победитель                                                         |
| 2 | Второе место                                                       |
| 3 | Третье место                                                       |
| 5 | Финишировал, заработав очки                                        |
| Сход | Не финишировал, но при этом заработал очки                         |
| 12 | Финишировал, не получив очков                                      |
| НКЛ | Финишировал, но не попал в финальную классификацию                 |
| 15 | Участвовал вне зачёта, либо по отдельной классификации             |
| 18 | Не финишировал, но попал в финальную классификацию                 |
| Сход | Не финишировал                                                     |
| НКВ | Не прошёл квалификацию                                             |
| НПКВ | Не прошёл предквалификацию                                         |
| ДСК | Дисквалифицирован                                                  |
| ИСК | Исключён из протокола соревнований                                 |
| ТТ | Заявлен для участия только в тренировках                           |
| НС | Участвовал в квалификации, но не стартовал в гонке                 |
| Т | Травмирован или болен                                              |
| ОТК | Отказ от участия                                                   |
| НТР | Прибыл на соревнования, но на трассу не выезжал                    |
| НПР | Был заявлен в числе участников, но не прибыл к началу соревнований |
| О | Соревнования отменены                                              |
| | Не участвовал                                                      |
| Поул-позиция |                                                                    |
| Быстрый круг |                                                                    |

| Год     | Команда        | 1       | 2        | 3       | 4       | 5        | 6        | 7          | 8        | 9        | 10         | 11      | 12      | Место | Очки |
| ------- | -------------- | ------- | -------- | ------- | ------- | -------- | -------- | ---------- | -------- | -------- | ---------- | ------- | ------- | ----- | ---- |
| 2008-09 | ART Grand Prix | КИТ 1 3 | КИТ 2 14 | ОАЭ 1 8 | ОАЭ 2 О | БАХ 1 17 | БАХ 2 11 | КАТ 1 Сход | КАТ 2 14 | МАЗ 1 12 | МАЗ 2 Сход | БАХ 1 6 | БАХ 2 4 | 9     | 13   |